# Luis Armendáriz
Luis Felipe Armendáriz (22 ottobre 1939 – 6 giugno 2024) è stato un cestista argentino.

## Carriera
Con l'Argentina disputò tre edizioni dei Campionati sudamericani (1960, 1961, 1966).